# Pokémon Stadium 2
 (mai 2025).
Si vous disposez d'ouvrages ou d'articles de référence ou si vous connaissez des sites web de qualité traitant du thème abordé ici, merci de compléter l'article en donnant les références utiles à sa vérifiabilité et en les liant à la section « Notes et références ».
Pokémon Stadium 2 (Pokémon Stadium Kin Gin (ポケモンスタジアム金銀, Pokemon Sutajiamu Kin Gin, lit. Pokémon Stadium Or Argent) au Japon), est un jeu vidéo pour la Nintendo 64. Il comporte tous les 251 Pokémon de la première et deuxième générations. Il est sorti en Amérique du Nord et en Europe comme simplement Pokémon Stadium 2, puisque c'était le deuxième Stadium à y être paru. Au Japon, Pokémon Stadium Kin Gin a été le troisième jeu de la série Pokémon Stadium. L'édition japonaise avait également la possibilité d'utiliser le système du Pokémon Mobile de Pokémon Cristal.
Ce jeu supporte les trois versions officielles de Pokémon sur Game Boy (Rouge, Bleu et Jaune) ainsi que les trois versions officielles sur Game Boy Color (Or, Argent et Cristal).

## Objectifs du jeu
Étant donné que Pokémon Stadium 2 n'a pas de mode histoire, la progression du jeu se fait uniquement en remportant les Coupes dans le Stadium et en complétant le Château des Champions. Lorsque toutes les Coupes ont été remportées et le Château des Champions complété, le Rival du joueur apparaît. Défier le Rival débloque le Round 2, dans lequel le joueur doit refaire le Stadium, le Château des Champions et redéfier le Rival pour compléter le jeu.

### Stadium
Les tournois Pokémon prennent place dans le Stadium. Il y a quatre Coupes différentes. Chaque tour consiste en huit batailles, et toutes les Coupes à l'exception de la Mini Coupe et la Coupe Élite consistent en quatre tours (nommés Poké Ball, Super Ball, Hyper Ball et Master Ball), et doivent tous être gagnés pour remporter la Coupe.
- Coupe Challenge : Batailles utilisant une équipe de Pokémon pré-choisis au hasard.
- Mini Coupe : Batailles utilisant des Pokémon de niveau 5 à leur premier stade d'évolution. Cela inclut uniquement les Pokémon ayant deux ou trois stades d'évolution.
- Poké Coupe : Batailles utilisant des Pokémon de niveaux 50 à 55.
- Coupe Élite : Batailles utilisant des Pokémon de niveaux 1 à 100. Tous les Pokémon des adversaires sont au niveau 100.

Dans chaque Coupe à l'exception de la Coupe Challenge, les joueurs peuvent utiliser n'importe quelle combinaison de Pokémon de location ou de Pokémon importés d'une cartouche de Game Boy.

### Château des Champions
Le joueur peut défier les Champions de Johto, ainsi que la Team Rocket, le Conseil des Quatre, les Champions de Kanto et Red.

## Fonctions optionnelles
Pokémon Stadium 2 a plusieurs fonctions en dehors de la séquence principale de combats, telles que des mini-jeux, une Game Boy, et plus encore.

### Parc des Mini-Jeux
Douze mini-jeux Pokémon et des quiz peuvent être joués ici.
On a le choix entre jouer à n'importe quel jeu ou quiz que l'on désir (contre le(s) ordinateur(s) ou avec un/des ami(es)), ou faire un tournoi.
| Titre anglais       | Titre japonais (Hiragana / Katakana) | Titre japonais (Romaji)        | Pokémon jouables                                   |
| ------------------- | ------------------------------------ | ------------------------------ | -------------------------------------------------- |
| Gutsy Golbat        | ゴルバットのどうくつたんけん         | Gorubatto No Dou Kutsu Tan Ken | Nosferalto Nostenfer (Avec cartouche GBC)          |
| Topsy-Turvy         | カポエラーのベーゴマ                 | Kapoeraa No Beegoma            | Kapoera                                            |
| Clear Cut Challenge | いあいぎりがっせん                   | I Ai Girigassen                | Insécateur Scarabrute Cizayox (Avec cartouche GBC) |
| Furret's Frolic     | オオタチのピョンピョンボール         | Ootachi No Pyonpyonbooru       | Fouinar Girafarig (Avec cartouche GBC)             |
| Barrier Ball        | バリヤードのバリアーテニス           | Bari Yaado No Bariaatenisu     | M. Mime                                            |
| Pichu's Power Plant | ピチューのはつでんきょうそう         | Pichuu No Hatsu Den Kyousou    | Pichu Pikachu (Avec cartouche Jaune)               |
| Rampage Rollout     | ドンファンのぐるぐるレース           | Donfan No Guruguru Reesu       | Donphan                                            |
| Streaming Stampede  | ピィとププリンのカウントゲーム       | Pi To Pupurin No Kaunto Geemu  | Mélo Toudoudou Lippouti                            |
| Tumbling Togepi     | コロコロトゲピー                     | Korokoro Togepii               | Togepi Amonita (Avec cartouche GB/GBC)             |
| Delibird's Delivery | はこんでデリバード                   | Hakon De Deribaado             | Cadoizo                                            |
| Egg Emergency       | ラッキーのタマゴだいさくせん         | Rakkii No Tamago Da Isa Kuse n | Leveinard Leuphorie (Avec cartouche GBC)           |
| Eager Eevee         | イーブイのフルーツダッシュ           | Iibui No Furuutsu Dasshu       | Évoli                                              |

Si une cartouche de Game Boy ou Game Boy Color est connectée via le Transfer Pak, Pokémon Stadium 2 importe le Pokémon du joueur dans le mini-jeu (si applicable). De plus, si le joueur gagne un tournoi, les pièces collectées sont ajoutées à sa boîte à jetons dans sa cartouche de jeu.

### Autres fonctions
L'Académie Pokémon est une école dans laquelle le joueur peut suivre des cours et lire des informations détaillées sur les Pokémon dans la bibliothèque.